# Associació d'Universitats Àrabs
L' Associació d'Universitats Àrabs (àrab : إتحاد الجامعات العربية), també anomenada Unió d'Universitats Àrabs (àrab : تحاد الجامعات العربية) i coneguda internacionalment pel seu nom en anglès Association of Arab Universities, és una organització que treballa en el marc de la Lliga Àrab. Té la seu operativa a Amman, Jordània. L'objectiu de l'organització és donar suport i connectar les universitats del món àrab i millorar la cooperació entre elles.

## Membres
Hi ha 280 universitats membres de l'AARU,provinents de 22 països següents:
- Algèria
- Bahrain
- Egipte
- Iraq
- Jordània
- Kuwait
- Líban
- Líbia
- Mauritània
- Marroc
- Oman
- Qatar
- Aràbia Saudita
- Somàlia
- Sudan
- Síria
- Tunísia
- Emirats Àrabs Units
- Iemen